# Le Songe de Cléopâtre
Le Rêve de Cléopâtre
Le Songe de Cléopâtre aussi appelé Le Rêve de Cléopâtre, op. 180, est une œuvre de la compositrice française Mel Bonis, datant de 1909.

## Composition
Mel Bonis compose Le Songe de Cléopâtre pour orchestre, mais il en existe aussi une version réduite pour piano à quatre mains, sans que l'on sache si une version précède l'autre. La version pour orchestre n'est pas datée, elle est publiée à titre posthume par les éditions Furore en 2018. La version pour piano, datée de 1909, est signée H. V. Liadoff. Il existe une copie sans signature mais qui porte des corrections de la main de la compositrice. Cette copie présente, sur la page de garde, le titre de « Rêve de Cléopâtre » de la main de Pierre Domange, puis de « Nocturne » de la main de Mel Bonis ou « Rêve de Cléopâtre » ajouté par Yvette Domange. Cette version aurait existé dans une copie qui aurait été perdue par la maison d'édition Eschig. L'œuvre est publiée à titre posthume dans cette version par les éditions Furore en 2009. 
Il existe aussi des parties séparées calligraphiée et portant aussi des corrections, entre autres de la compositrice, mais aussi d'autres personnes. Les parties séparées portent toutes le nome de « Rêve de Cléopâtre ». Selon des analyses, les parties séparées des trois pièces du cycle orchestral (Le Songe de Cléopâtre, Ophélie et Salomé) sont d'une même écriture et datent probablement de la même période. La version portant le nom de « Songe de Cléopâtre » est celle du manuscrit pour piano à quatre mains. C'est parce que la version à quatre mains a été éditée sous ce titre qu'il a été conservé pour la version orchestrale. 

## Analyse

### Observations générales
Le Rêve de Cléopâtre fait partie d'un corpus d'œuvres que la compositrice a composé en se basant sur de grandes héroïne mythologiques. Ces pièces offrent des figures archétypales pour penser la place des femmes et le sort que les hommes leur réservent. Ce sont des « bijoux symbolistes » et des œuvres à clefs. Cette pièce fait partie d'un cycle posthume : « Femmes de légende », qui comprend aussi Mélisande, Ophélie, Viviane, Desdemona, Phœbé, Salomé et Omphale. La version pour piano à quatre mains demande une certaine exigence technique. La version pour orchestre fait partie d'un cycle de trois pièces comprenant Le Songe de Cléopâtre, ainsi que des versions orchestrales d'Ophélie et de Salomé. Le Songe de Cléopâtre est une œuvre de maturité, d'une écriture « complexe et passionnée ». De fait, on retrouve dans cette pièce des harmonies très personnelles à la compositrice et des rythmes langoureux, donnant une sensualité et un aspect orientaliste et onirique.
La version pour orchestre est celle qui mobilise le plus grand effectif orchestral parmi les œuvres orchestrales de Mel Bonis. Elle est aussi la plus importante des « Femmes de légendes », puisque l'œuvre dure presque une dizaine de minutes. La tonalité principale est celle de ré majeur, qui est, pour certains, la tonalité des triomphes, des Alléluias, des cris de guerre et de victoire. Pour d'autres, c'est une tonalité piquante, brillante, vive, opiniâtre, obstinée ou bruyante. Mel Bonis projette en musique une Cléopâtre puissante et séductrice,.
Dès l'introduction, les harmoniques de violons, d'altos et de harpe ouvrent un nocturne féérique. La tonalité y est imposée sur une pédale, avant qu'un solo de clarinette ne transforme le rêve en doute. La tonalité est contrariée notamment par des do et des fa naturels. Après un court conduit chromatique, la tonalité de ré majeur s'impose par la mise en avant du cor anglais et de sa sonorité languissante. A plusieurs reprises, Mel Bonis apporte des sommets qui peuvent être attendus, mais n'en sont pas moins puissants.

### Forme de l'œuvre
L'œuvre est bâtie sur une structure bipartite parfaitement équilibrée et dont les parties semblent se répondre. Elle s'articule et se développe autour de nombreuses idées et de deux thèmes principaux : le premier, simple et interrogatif, est exposé au cor anglais dans la première partie, puis au cor dans la seconde ; le second est gracieux mais plus complexe, faisant montre de chromatisme et de sinuosité il semble vouloir s'élever tout en retombant inexorablement avant de conquérir le registre aigu des premiers violons. Les idées et cellules thématiques sont nombreuses et montrent la modernité de son écriture, qui semble avoir accès à des ressources infinies de thématiques nouvelles.
Pour la première fois, Mel Bonis recourt au duolet et il semble vouloir entretenir le flou rythmique par sa volonté de ne pas choisir entre binaire et ternaire. Cela montre aussi la grande liberté de la compositrice.

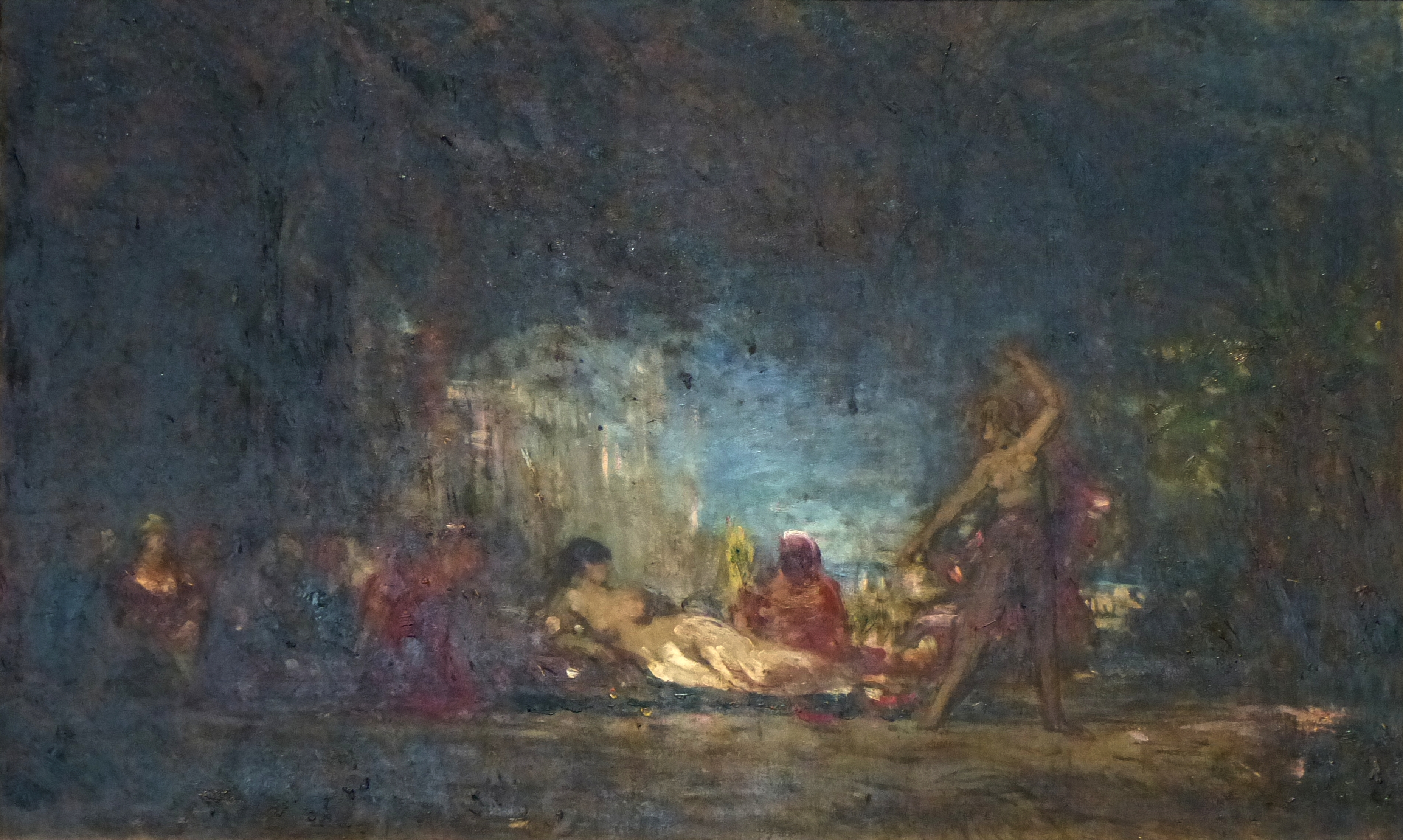
Félix Ziem, Cléopâtre.

L'orchestration de la pièce est la plus aboutie et révèle la maturité acquise par la compositrice. Elle maîtrise le temps et le prend pour mener le discours musical jusqu'à des sommets d'expressivité et de triomphe. La précision d'écriture, la variété rythmique, le travail des textures sonores montrent son attachement à la perfection. Les parties de harpes sont très soignées et montrent la connaissance acquise auprès de Charles Koechlin. Elle utilise notamment les pédales de la harpe pour ponctuer une entrée, créer un flou sonore ou encore faire une transition. Cette œuvre n'affiche aucune ambition programmatique ou illustrative, avec un orientalisme poussé et où les impressions visuelles et sonores foisonnent. Elle opère sa propre synthèse intellectuelle en posant l'orchestration comme une pensée globale et unifiante. L'œuvre possède une architecture où chaque élément demande une attention propre, dans le détail comme dans l'intégration au tout.

## Réception
Les trois œuvres orchestrales ont été enregistrées dès l'année 2012, en première mondiale, par l'Orchestre de Bucarest, sous la direction de Benoît Fromanger. Les musiciens ont notamment eu des photocopies du matériel musical, permettant entre autres à la maison d'édition d'apporter quelques indications pour faire ressortir certaines parties lorsque les moments où la richesse de la pièce entraînait une confusion. Le 8 mars 2015, c'est l'Orchestre symphonique de la BBC qui joue, à Cardiff, les trois pièces orchestrales, sous la direction de Jessica Cottis, lors de la journée internationale des femmes.

## Éditions actuelles

### Version pour piano
- Mel Bonis, œuvres pour piano, Volume 1, Femmes de légende, Editions Furore, 2004

### Version pour piano à quatre mains
- Mel Bonis, œuvres pour piano, Volume 6, piano à quatre mains A, Editions Furore, 2009

### Version pour orchestre
- Mel Bonis, Le Songe de Cléopâtre, Editions Furore, 2017.

## Discographie

### Version pour orchestre
- Mel Bonis : Symphonic Works, Bucharest Symphony Orchestra, Benoît Fromanger (dir.), Le Chant de Linos CL 1287.

### Version pour piano à quatre mains
- Mel Bonis, le Songe de Cléopâtre, intégrale de l'œuvre pour piano à quatre mains de Mel Bonis, Laurent Martin, Claudine Simon, Ligia Digital, 2012
- Compositrices, CD 1, Par l'orchestre du Capitole de Toulouse, Leo Hussain (dir.). Bru- Zane production, SPPF, 2023.
- Poétesses symphoniques, par l'orchestre de Metz Grand Est, David Reiland (dir.), la Dolce Volta, 2023.

## Sources

### Monographie
- Étienne Jardin, Mel Bonis (1858-1937) : parcours d'une compositrice de la Belle Époque, 2020 (ISBN 978-2-330-13313-9 et 2-330-13313-8, OCLC 1153996478, lire en ligne)

### Édition critique
- (fr + de + en) Christine Géliot et Mel Bonis, Le Songe de Cléôpatre, op. 180, Berlin, Furore (maison d'édition), 2018 (ISMN 9790501822928).